# Åke Fjästad
Åke Simon Fjästad (né le 16 décembre 1887 à Lidingö et mort le 10 mars 1956 à Kingston) est un joueur de football international suédois, qui évoluait au poste de défenseur.

## Biographie
Son frère est le nageur Per Fjästad.

### Carrière en sélection
Avec l'équipe de Suède, il joue cinq matchs (pour aucun but inscrit) en 1908. 
Il joue son premier match en équipe nationale le 8 septembre 1908 face à l'Angleterre et son dernier le 26 octobre 1908 contre la Belgique.
Il figure dans le groupe des sélectionnés lors des Jeux olympiques de 1908. Il joue les deux matchs lors du tournoi olympique de 1908 organisé à Londres : contre la Grande-Bretagne puis face aux Pays-Bas.